# Докато Ая спеше
„Докато Ая спеше“ е български игрален филм (драма) от 2015 година. Сценарист и режисьор Цветодар Марков. Оператор е Кирил Паликарски. Музиката е на Теодосий Спасов. Художник на филма Людмила Симеонова.

## Сюжет
Седемгодишната Ая прекарва много време в театъра, защото баща ѝ Асен е актьор. Една вечер Ая заспива в апаратната.
След края на представлението интригите, предателствата и напрежението в театралната трупа ескалират.
Причината е поредното конюнктурно решение на циничен и некомпетентен театрален директор, който заменя в репертоара спектакъла „Ричард ІІІ“ с „Вуйчо Ваньо“, като в главната роля, вместо Асен, е поканен друг актьор – Боян, по-печеливша и фаворизирана телевизионна звезда. Режисьорът на постановката не може да се справи и клакира избора с колежка – журналистка. Ситуацията потъпква професионализма с „голяма реклама“. Асен е отчаян, съпругата му Мила е уморена и прибира заспалото им дете у дома, където най-ценният пристан за семейството остава любовта..

## Актьорски състав
| Роля                           | Изпълнител          |
| ------------------------------ | ------------------- |
| Асен                           | Стефан Денолюбов    |
| Ая                             | Ая Мутафчиева       |
| Мила, жената на Боян           | Ирини Жамбонас      |
| Руменов, директор на театъра   | Емил Емилов         |
| Абрашев                        | Георги Кадурин      |
| Боян                           | Юлиан Вергов        |
| Явор                           | Стефан Мавродиев    |
| Михаил                         | Добрин Досев        |
| Вяра                           | Ели Колева          |
| Данчето, барманката в театъра  | Станка Калчева      |
| Каприева, тв репортер          | Красимира Кузманова |
| Филип, тв оператор             | Тодор Кайков        |
| дамата, почитателка от барчето | Елена Бойчева       |
| зрител                         | Владимир Георгиев   |
| втори режисьор                 | Мария Лалчева       |
| чистачка                       | Пепа Николова       |
| звукорежисьор                  | Аанас Хаджигаев     |

## Hагради
- Награда за най-добра мъжка роля от фестивала „Златна роза“ (Варна, 2015) – за Стефан Денолюбов.[2]